# Cardoso (kommun)
Cardoso är en kommun i Brasilien.   Den ligger i delstaten São Paulo, i den södra delen av landet, 500 km söder om huvudstaden Brasília. Antalet invånare är 11 798.
Följande samhällen finns i Cardoso:
- Cardoso

Omgivningarna runt Cardoso är en mosaik av jordbruksmark och naturlig växtlighet. Runt Cardoso är det glesbefolkat, med 19 invånare per kvadratkilometer.